# Joseph Cubitt
Pour les articles homonymes, voir Cubitt.
Joseph Cubitt est un ingénieur civil britannique né à Horning, district de North Norfolk, le 24 novembre 1811, et mort 7 Park Street, à Westminster, le 7 décembre 1872 .

## Biographie
Joseph Cubitt est le fils unique de Sir William Cubitt (1785-1861), ingénieur civil britannique, petit-fils de Joseph Cubitt de Bacton Wood. Il a été élève à la Bruce Castle School de Tottenham. Il a été apprenti chez Fenton, Murray and Jackson, entreprise de Leeds, où son oncle, Benjamin Cubitt, était directeur général. Il a été formé au génie civil par son père et travaillé avec lui à la South Eastern Railway.
Il a créé sa propre société d'ingénieur-conseil en 1843.
Joseph Cubitt a participé à la construction une grande partie de la ligne de la London and South-Western railway, dirigé l'ensemble des lignes de la Great Northern Railway, de la London, Chatham and Dover Railway, de la Rhymney Railway, de l'Oswestry and Newtown Railway, et de la Colne Valley Railway.

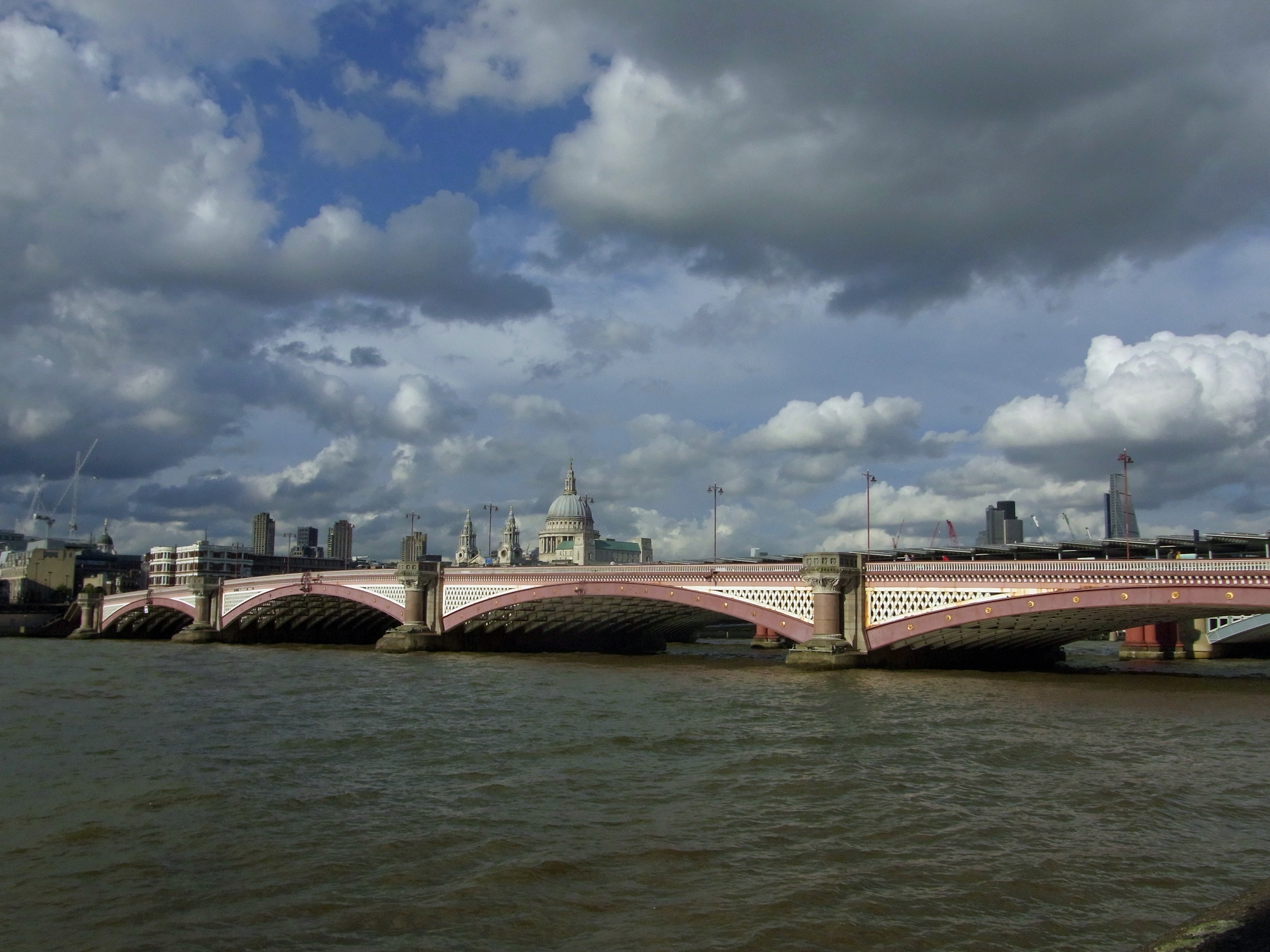
Blackfriars Bridge

Il a aussi été responsable des aménagements de Weymouth Pier situé entre le port et la plage de Weymouth, de l'extension de la jetée nord et d'autres travaux du Havre de Great Yarmouth.
Le 23 septembre 1844 William Cubitt a été pris ingénieur-conseil par la compagnie London & York Railway (Great Northern Railway) après la démission de Joseph Locke et y a introduit des innovations. Il y a travaillé avec son fils, Joseph Cubitt, qui a été employé comme ingénieur en chef pour la construction de la partie sud de la ligne.
Il a été nommé ingénieur en chef de la Great Northern Railway en 1850, ingénieur de l'Oswestry and Newtown railway le 3 octobre 1856.
Il a conçu le nouveau Blackfriars Bridge sur la Tamise, à Londres, terminé en 1869.
Il a été un membre de la Royal Geographical Society,et de l'Institution of Civil Engineers en 1832, et son vice-président pendant de nombreuses années. Il a aussi été lieutenant-colonel de l'Engineer and Railway Staff volunteers.